# Johanneskirche (Minseln)

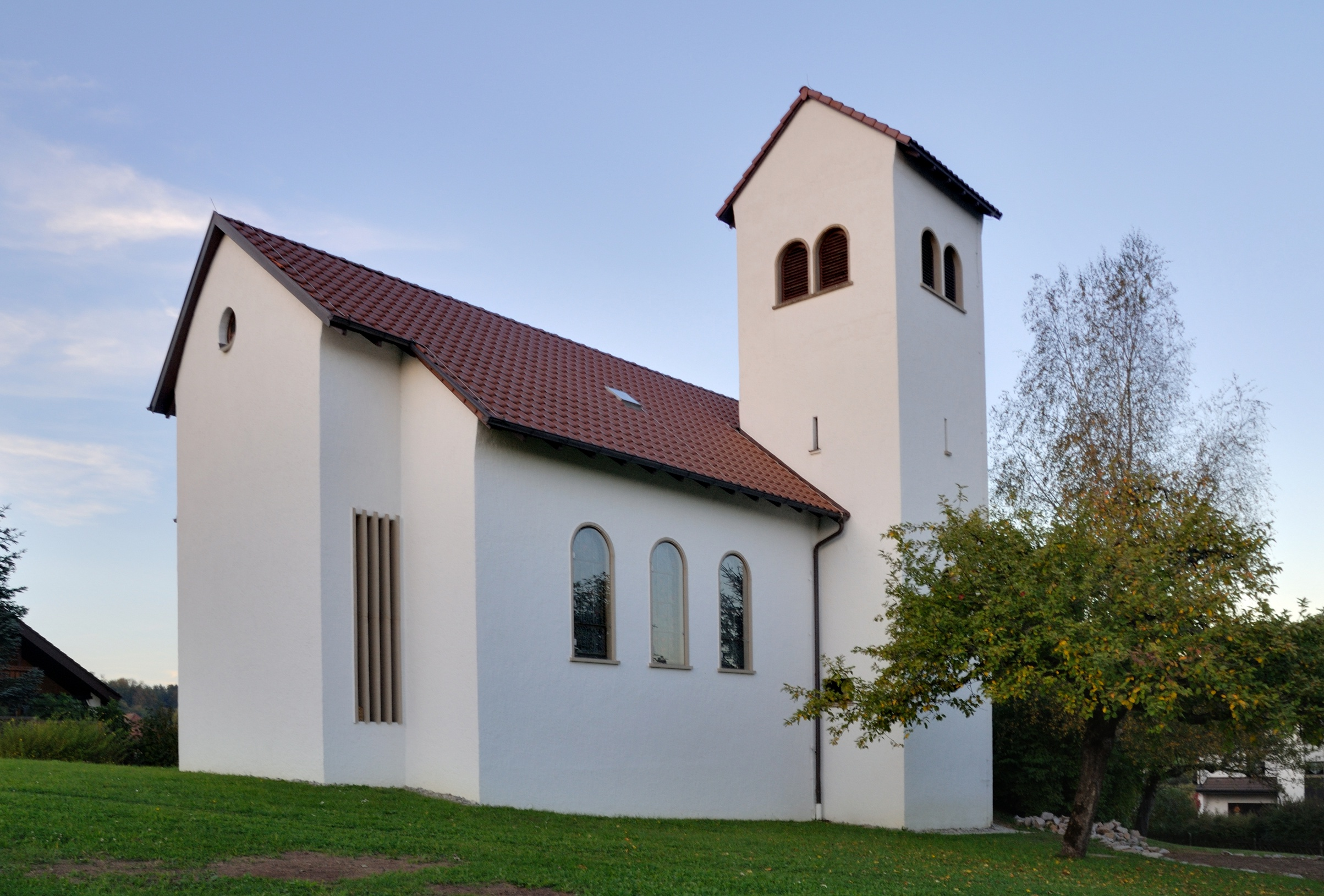
Johanneskirche

Die Johanneskirche im Rheinfelder Stadtteil Minseln ist eine evangelische Pfarrkirche aus den 1950er Jahren. Neben Minseln gehören auch die Teile Karsau, Beuggen, Riedmatt, Eichsel und Adelhausen zur Johannesgemeinde. Die Gottesdienste werden im Wechsel mit der Schlosskirche Beuggen und der katholischen Kirche in Eichsel gefeiert. Die Kirche steht etwas abseits der Durchgangsstraße in Mittelminseln.

## Geschichte
Die Johanneskirche in Minseln wurde in den Jahren 1952 bis 1953 nach Plänen des Architekten Wacker aus Rheinfelden errichtet und am 3. April 1953 vom damaligen Landesbischof Julius Bender geweiht. Sechs große Fenster im Langhaus schuf in den Jahren 1954/55 der Berliner Künstler Gerhard Olbrich. 1961 bauten G. F. Steinmeyer & Co. eine Orgel in das Gotteshaus ein.

## Beschreibung

### Kirchengebäude
Das rechteckige Kirchengebäude wird durch eine Eingangstür betreten, die mit einem kleinen Pultdach geschützt ist. Über dem Pultdach liegen drei gleichartige halbrunde Fenster. Das Langhaus und der westlich eingezogene, rechteckige Chor von geringerer Tiefe sind von einem Satteldach überdeckt. Ein kleiner wuchtiger Glockenturm, der das übrige Gebäude nur wenig überragt, steht links neben dem Eingang an der Südostecke. Je zwei Klangarkaden mit bogenförmigem Abschluss öffnen sich nach allen Seiten. Der Turm ist ebenfalls mit einem Satteldach in Ausrichtung des Langhauses gedeckt.

### Ausstattung
Im Inneren ist das Langhaus mit einer flachen Holzdecke überspannt. Der Kirchenraum wird von sechs großen Fenstern erhellt. Die Motive mit neutestamentlichen Darstellungen schuf Gerhard Olbrich. Vor dem Chor steht ein schlichter Holzaltar. Die Wand dahinter zeigt eine 1954 gemalte farbige Darstellung der Kreuzigung Jesu Christi, die ebenfalls von Olbrich stammt. Links vom Chor ist eine Kanzel aufgestellt, rechts der Taufstein.
Das Geläut besteht aus zwei Bronzeglocken. Die größere g′′-Glocke fertigte 1952 die Glocken- und Kunstgießerei Rincker im hessischen Sinn. Die kleine b′′-Glocke geht auf eine Stiftung des Großherzogs Friedrich I. von Baden im Jahr 1899 zurück. Sie wurde zunächst in der Adelberger Kirche eingesetzt und 1954 nach Minseln überführt.
Die Steinmeyer-Orgel auf der Empore über dem Eingang verfügt über eine mechanische Traktur, ein Manual, Pedal und sechs Register.